# Ламах
Ламах (грч. Λάμαχος) био је атински војсковођа Пелопонеског рата. Најпознатији је по своме учешћу у Сицилијанској експедицији.

## Биографија
Ламах се, као војсковођа прославио током Архидамовог рата. Најпознатији је као један од тројице команданата (уз Никију и Алкибијада) задужених за Сицилијанску експедицију. 
Када је атинска експедиција пристигла на Сицилију, Ламах је захтевао да се одмах нападне Сиракуза, највећи лаконофилски град на острву. Међутим, Никија и Алкибијад су одлучили да прво склопе савез са другим сицилијанским градовима. Уследила је дуга опсада Сиракузе и низ окршаја у којима је 414. п. н. е. погинуо и Ламах.
Ламах се одликовао темпераментном нарави и спремношћу за ризик, али и личном сиромаштвом због чега је често од својих војнка позајмљивао новац за одећу и обућу. 